# Jacques de Jésus
Père (Pater) Jacques de Jésus (* 29. Januar 1900 in Barentin als Lucien Bunel; † 2. Juni 1945 in Linz) war ein französischer Priester des Karmelitenordens, der wegen des Verbergens jüdischer Kinder vor den nationalsozialistischen Besatzungstruppen Frankreichs in das Konzentrationslager Gusen deportiert wurde.

## Biographie
Père Jacques de Jésus – kurz Père Jacques – wurde als viertes von acht Kindern der Eheleute Alfred Joseph Bunel (1871–1943) und Zoé Pauline Pontif (1868–1952) geboren. Bereits im frühen Kindesalter war er vom Priestertum fasziniert und prophezeite: „Ich werde ein großer Priester werden“, was bei seinen Eltern zunächst auf Ablehnung stieß.
Mit anhaltend überzeugtem Willen, Priester zu werden, trat er im Oktober 1912 in das „Petit séminaire de Rouen“ ein. Nach dem Abitur 1919 wechselte er auf das „Grand séminaire de Rouen“. 1920 leistete er seinen Militärdienst in Montlignon ab. Bereits zu dieser Zeit war er vom Leben in Stille und Einsamkeit fasziniert und überlegte, in die Zisterzienserabtei von La Trappe einzutreten.
Nach Rouen zurückgekehrt, wurde er am 23. Februar 1922 in das dortige Priesterseminar aufgenommen. Im Dezember 1924 empfing Lucien Bunel die Diakonenweihe und 1925 durch den Erzbischof von Rouen, André du Bois de La Villerabel, die Priesterweihe.
Von 1925 bis 1931 war Lucien Bunel als Diözesanpriester unter anderem als Erzieher, Lehrer für Englisch und Religion und als Seelsorger tätig. Am 28. August 1931 verließ er die Diözese von Rouen und trat als Postulant bei den Karmeliten ein. Dort wählte er zur Einkleidung den Ordensnamen Jacques de Jésus. Vom 14. September 1931 bis 15. September 1932 erfolgte sein kanonisches Noviziatsjahr in Lille.

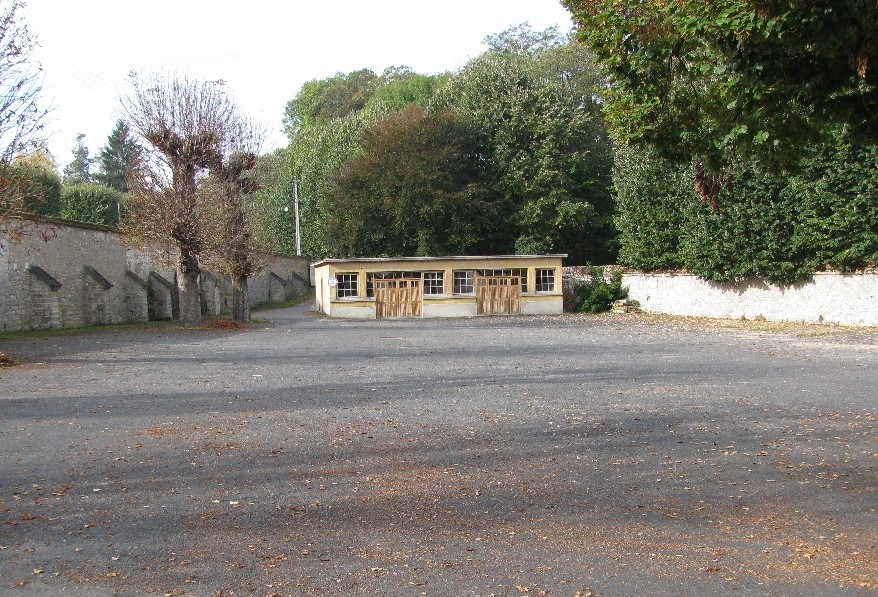
Ehemaliger Schulhof des Petit Collège d'Avon

Im März 1934 beschloss der Provinzrat der Karmeliten, eine Schule in Avon zu gründen und die Leitung Père Jacques anzuvertrauen. Das Petit Collège Saint-Therese de l’Enfant Jesus für Knaben wurde am 12. Oktober 1934 auf dem Gelände des Karmelitenklosters in Avon eröffnet.
Nach der Kriegserklärung Frankreichs am 3. September 1939 wurde Père Jacques als Feldwebel zum Militärdienst eingezogen und geriet 1940 für fünf Monate in Gefangenschaft. Das Petit Collège wurde bis 1941 geschlossen.
Im Jahr 1943 nahm er mit dem Einverständnis seines Provinzials drei jüdische Kinder unter falschem Namen in sein Internat auf, um sie vor der Deportation durch die nationalsozialistischen Besatzungstruppen in Frankreich zu retten. Es handelte sich dabei um Hans Helmut Michel (alias Jean Bonnet), Maurice Schlosser (alias Maurice Sabatier) und Jacques France Halpern (alias Jacques Dupre). Den Vater von Maurice Schlosser versteckte er bei einem Einwohner von Avon. Einen vierten Jungen, Maurice Bas, stellte er als Arbeiter im Kloster an. Außerdem gab er dem jüdischen Botaniker Lucien Weil eine Anstellung als Lehrer in der Schule.

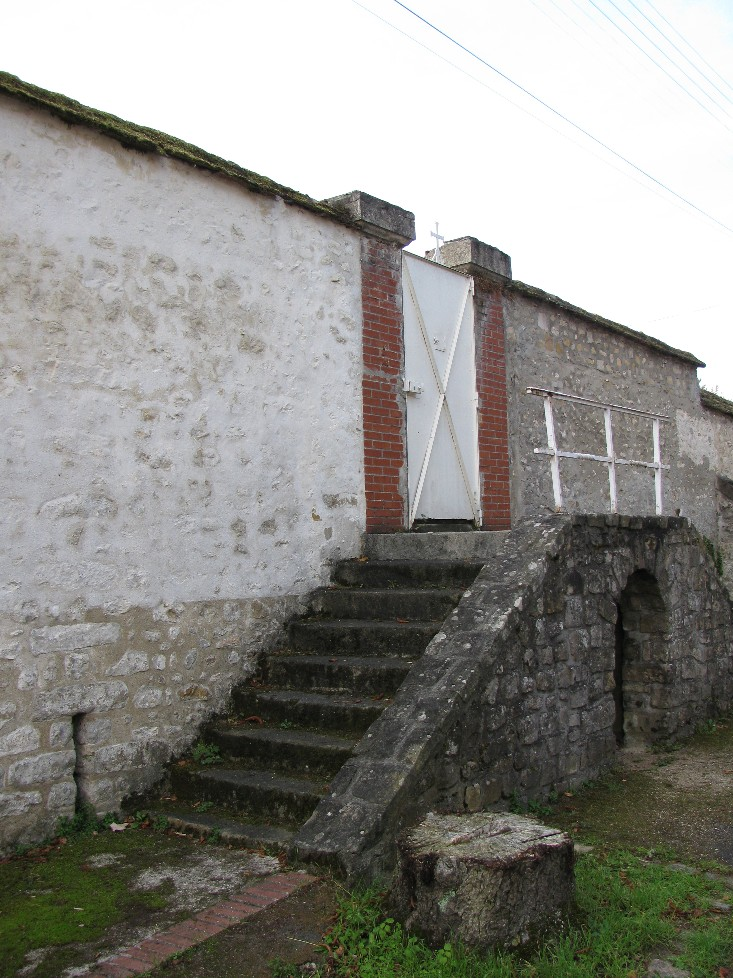
Von dieser Plattform rief Père Jacques zu den Schülern: „Au revoir les enfants! A bientôt!“

Zur gleichen Zeit nahm er Verbindung zur Résistance auf, um Menschen zu helfen, die sich auf der Flucht vor dem Pflichtarbeitsdienst (Service du travail obligatoire) befanden.
Am 15. Januar 1944 wurde Père Jacques zusammen mit den versteckten jüdischen Kindern von der Gestapo verhaftet. An die Informationen über die versteckten Kinder war die Gestapo gelangt, nach dem ein verhaftetes Mitglied der Résistance unter Anwendung von Folter verhört worden war.
Zum Abschied rief Père Jacques auf einer kleinen Plattform stehend, allen auf dem Schulhof versammelten Schülern zu: „Auf Wiedersehen, Kinder. Bis bald!“. Trotz der Rufe des Gestapo-Chefs den Mund zu halten, antworteten die Schüler und Lehrer: „Auf Wiedersehen, mein Pater!“ und applaudierten.

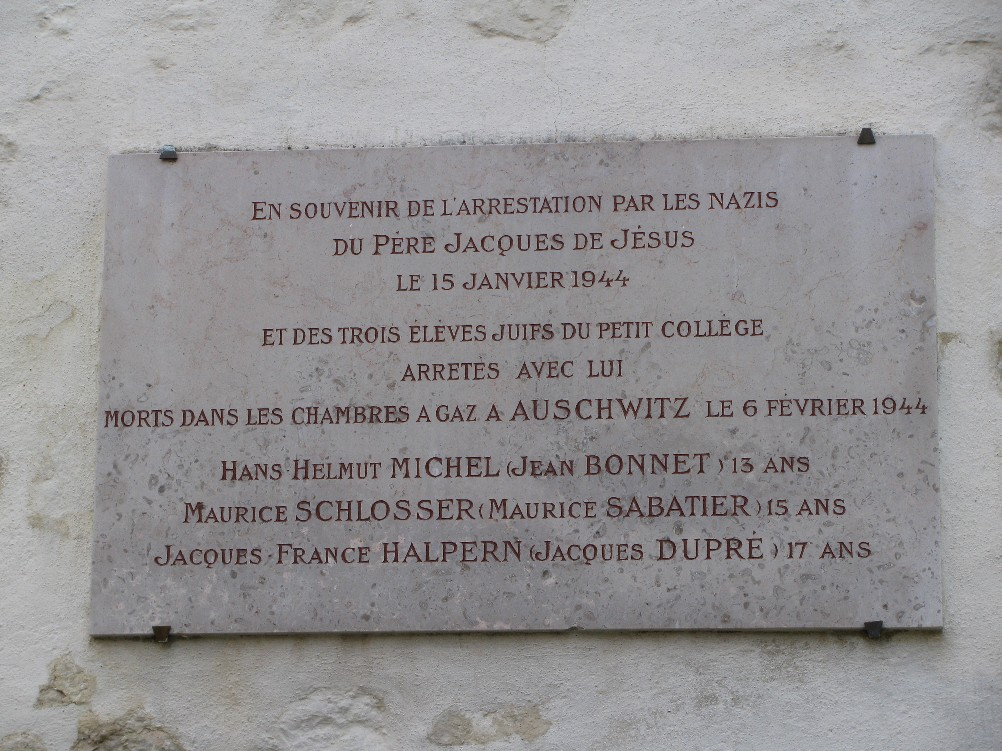
Gedenktafel im Hof des Karmelitenklosters von Avon

Die von ihm versteckten jüdischen Kinder wurden zunächst in das Sammellager Drancy gebracht und wenig später in das Konzentrationslager Auschwitz deportiert. Sie erreichten das Lager mit dem Konvoi 67 am 6. Februar 1944 und starben am gleichen Tag in den Gaskammern.

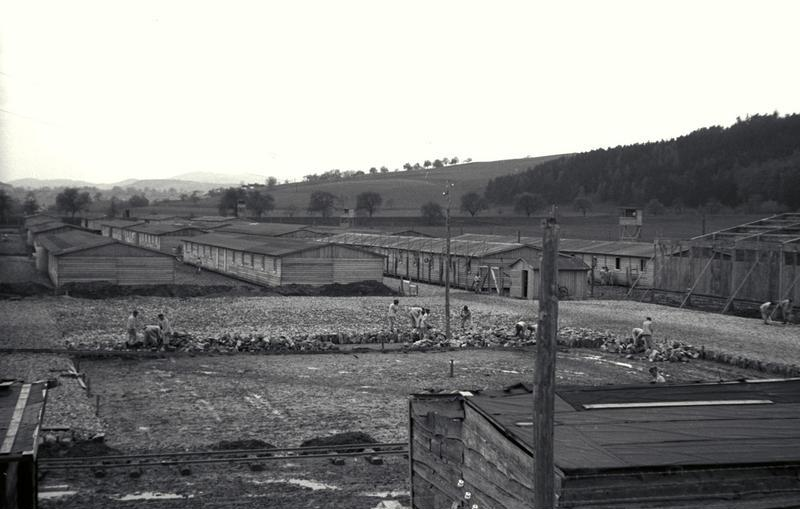
Ansicht des KZ Gusen I

Père Jacques blieb zunächst bis 5. März 1944 im Gefängnis Fontainebleau in Haft und wurde dann in das Konzentrationslager Royallieu bei Compiègne verlegt. Von dort ging es am 21. April 1944 in das Gestapo-Lager Neue Bremm in Saarbrücken, schließlich wurde er von dort am 5. Mai 1944 in das KZ Gusen I deportiert.
Dort prägte sich Père Jacques trotz der sehr schweren Haftbedingungen im Konzentrationslager in das Gedächtnis seiner Kameraden als vorbildlicher Christ ein, der sich für seine Mitgefangenen im Lager einsetzte und unermüdliche Anstrengungen unternahm, anderen Häftlingen zu helfen und ihnen Trost zu spenden.
Nach vielen Monaten der Auszehrung im KZ Gusen I wurde Père Jacques am 25. April 1945 mit 800 anderen Franzosen zwecks Repatriierung in das KZ Mauthausen verlegt. Dort erlebte er am 5. Mai 1945 die Befreiung der Konzentrationslager durch Truppen der 3. US-Armee. Von seinen französischen Kameraden wurde er für das Amt des Präsidenten des Nationalen Französischen Komitees des KZ Mauthausens nominiert.

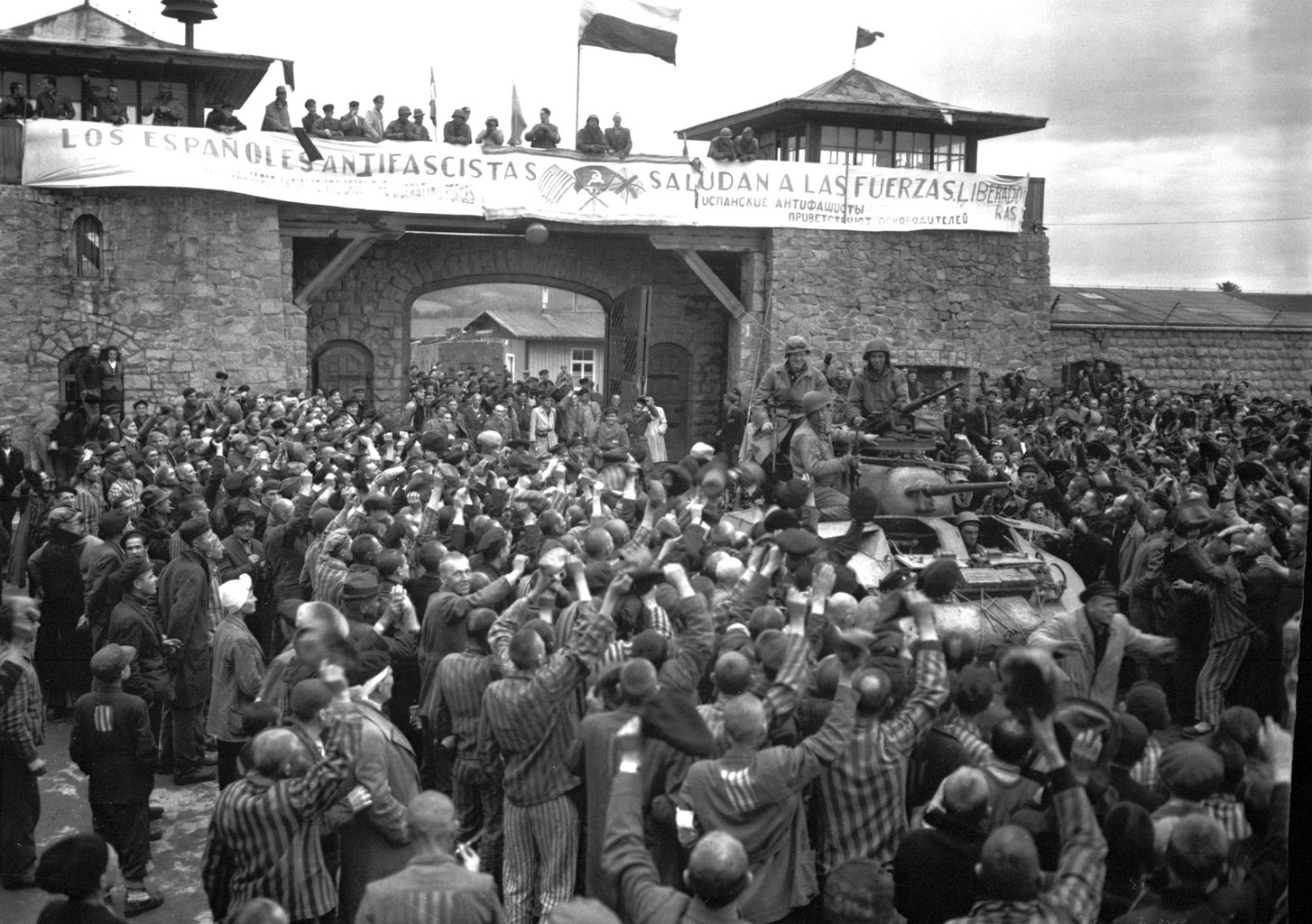
Bild von der Befreiung des KZ Mauthausen am 6. Mai 1945

Doch für dieses Amt war sein Gesundheitszustand bereits zu schlecht, Père Jacques hatte sich eine Tuberkulose-Erkrankung zugezogen, war sehr geschwächt und unterernährt. Daher wurde Père Jacques von seinen Kameraden in das „Krankenhaus der Elisabethinen“ nach Linz gebracht, wo er am 2. Juni 1945 starb.

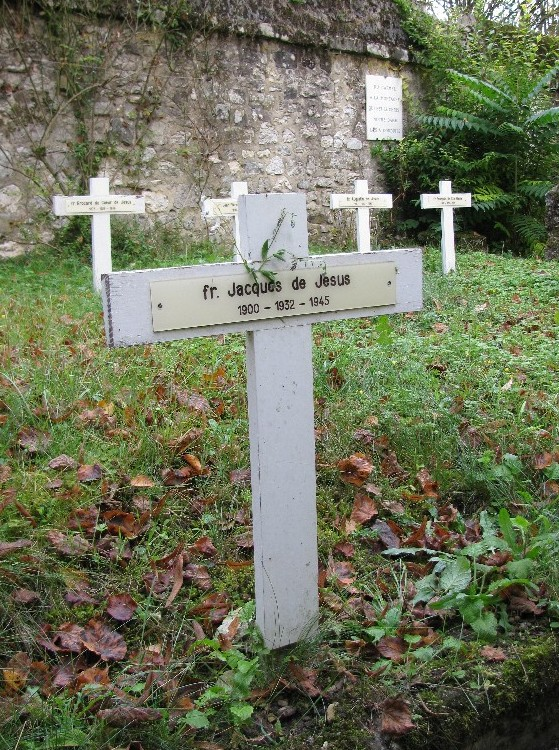
Grabmal von Père Jacques im Karmelitenkloster von Avon

Seine Kameraden bereiteten dem Verstorbenen am 21. Juni 1945 im Rathaus der Stadt Linz einen ehrenvollen Abschied, ehe seine sterbliche Hülle in einem Flugzeug nach Frankreich überführt wurde. Père Jacques de Jésus fand auf dem kleinen Friedhof des Karmelitenklosters in Avon seine letzte Ruhe. Ein schlichtes weißes Kreuz markiert sein Grab.

## Ehrungen
Eine bleibende Hommage an den Kirchenmann realisierte der ehemalige Schüler von Père Jacques und große französische Regisseur Louis Malle 1987 in dem Film Au revoir les enfants („Auf Wiedersehen, Kinder“). Malle rekonstruierte darin das mutige Eintreten für die verfolgten jüdischen Kinder, welches letztlich sein Schicksal im Konzentrationslager besiegelte. Die Schlüsselszene der Verhaftung Père Jacques’ (im Film in Père Jean umbenannt), die zugleich Schlussszene ist, gab dem Film seinen Namen.
Die Straße am Karmelitenkloster von Avon wurde ihm zu Ehren in rue Père Jacques umbenannt. In seiner Geburtsstadt Barentin wurde an der Ostseite der Kirche Saint-Martin ein kleiner Platz nach ihm benannt. Dort erinnert an ihn eine Skulptur des Bildhauers Henri Bouchard.
1985 reihte Yad Vashem Père Jacques unter die Gerechten unter den Völkern ein.
Seitens des Karmeliterordens wurde 1997 ein Seligsprechungsverfahren für Père Jacques eingeleitet.